# Долішнє Новково
Долішнє Но́вково (болг. Долно Новково) — село в Тирговиштській області Болгарії. Входить до складу общини Омуртаг.

## Населення
За даними перепису населення 2011 року у селі проживали 155 осіб.
Національний склад населення села:
| Національність   | Кількість осіб | Відсоток |
| ---------------- | -------------- | -------- |
| турки            | 119            | 81,0%    |
| болгари          | 22             | 15,0%    |
| інша             | 3              | 2,0%     |
| Всього відповіли | 147            |          |

Розподіл населення за віком у 2011 році:
Динаміка населення: